# Recreation Park
Der Recreation Park (durch Sponsoringvertrag auch als The Indodrill Stadium bekannt) ist ein Fußballstadion in der schottischen Stadt Alloa, Clackmannanshire, Vereinigtes Königreich. Die Anlage ist seit 1895 Eigentum und Heimspielstätte des Fußballclubs Alloa Athletic. Von den Anhängern wird es „Recs“ genannt. Die Kapazität beträgt 3100 Zuschauer, davon 919 Sitzplätze. Gespielt wird auf Kunstrasen. Außerdem ist der BSC Glasgow aus der Lowland Football League seit 2016 im Recreation Park aktiv. Die Central Girls Football Academy nutzt das Stadion für Heimspiele seit 2017.

## Geschichte

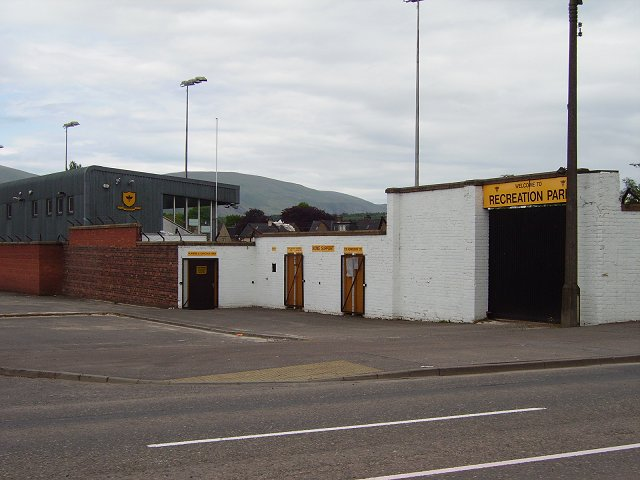
Recreation Park (2006)

Der im Jahr 1878 als Clackmannan County gegründete Verein, der seit 1883 als Alloa Athletic am Spielbetrieb teilnimmt ist seit dem Jahr 1895 im Recreation Park beheimatet. In den 1920er Jahren wurde eine hölzerne Haupttribüne errichtet. Um das Jahr 1950 wurde auf eine der Seiten der Spielfläche eine Terrasse gebaut. Einen Rekordbesuch von 15.467 stellte ein Spiel in der 5. Runde des schottischen Pokals im Februar 1954 bei einer 2:4-Niederlage gegen Celtic Glasgow. 1979 wurden Flutlichter installiert. Eine für 350.000 Pfund errichtete neue Haupttribüne wurde im Jahr 1991 eröffnet. Vor Beginn der Saison 2007/08 wurde im Stadion der Naturrasen durch einen Kunstrasen ersetzt. Im Jahr 2008 entstand eine neue Sitzplatztribüne. Der Recreation Park verfügt über zwei Sitzplatztribünen, eine auf jeder Seite, mit insgesamt 919 Sitzplätzen. Die Haupttribüne mit etwas mehr als 400 Sitzplätzen erstreckt sich über die halbe Länge des Spielfelds. Im Stadion hat der Zuschauer im Hintergrund teile der Ochil Hills im Blick.
2014 wurde das in Singapur ansässige Bohrunternehmen (Bau-, Bergbau- und Explorationsindustrie) Indodrill Namensgeber der Spielstätte. Der Vertrag hat eine Laufzeit von zehn Jahren.